# Igreja do Ressuscitado
La Iglesia del Resucitado que Pasó por la Cruz es un templo católico ubicado en Aquiraz, Ceará, Brasil, en la sede de la Diaconía General de la Comunidad Católica Shalom. Inaugurada el 1 de noviembre de 2024, es la primera iglesia construida por la comunidad, con un área de 2.216 m² y capacidad para aproximadamente 1.000 fieles. La dedicación fue presidida por Dom Gregório Paixão, arzobispo de la Arquidiócesis de Fortaleza, con la presencia del Nuncio Apostólico en Brasil, Dom Giambattista Diquattro.

## Historia
La construcción comenzó en 2013, con la bendición de la piedra fundamental, y se completó en 2024. La iglesia es considerada un hito para la Comunidad Shalom, fundada en 1982 por Moysés Azevedo, y refleja su carisma centrado en el misterio pascual de Cristo. El proyecto, de estilo contemporáneo, fue destacado en reportajes por su relevancia espiritual y arquitectónica en la región metropolitana de Fortaleza.

## Notoriedad
La dedicación del templo atrajo a cerca de 6.000 personas y fue ampliamente cubierta por medios de comunicación católicos y regionales, como Vatican News y el periódico O Povo, resaltando su importancia como el primer templo en el mundo con este título.